# Iarbă roșioară
Iarba roșioară (Silene acaulis) este o plantă cu flori din genul Silene, familia Caryophyllaceae.

## Descriere

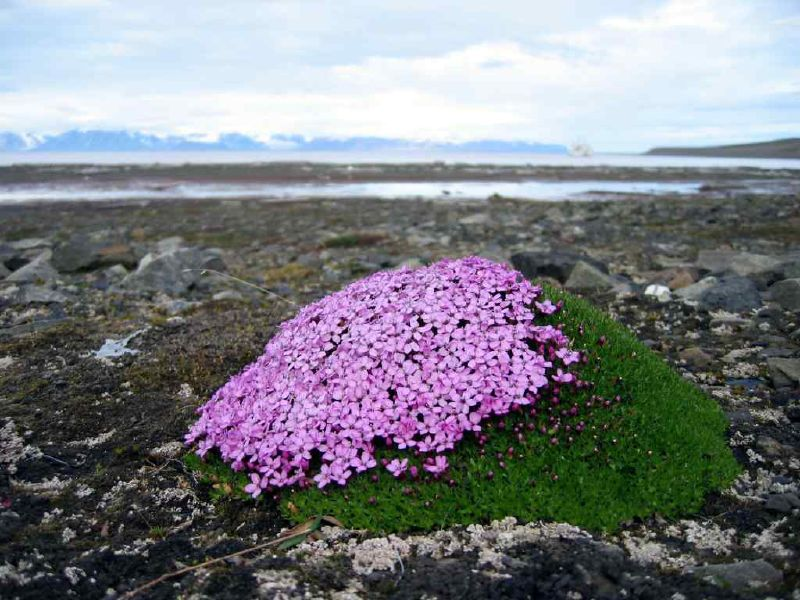
Iarba roșioară

Iarba roșioară este o plantă foarte scundă, cu numeroase tulpinițe frunzoase și înghesuite, foarte ramificate, alcătuind un fel de pernițe compacte, întinse la suprafața solului, asemănătoare cu tufele de mușchi. Pe suprafața perniței sunt numeroase flori mici, de culoare roz aprins, înghesuite. Florile, de obicei, formează un covor care acoperă complet verdele frunzelor. Floarea are un caliciu scurt, roșiatic, în forma de clopot cu cinci petale întinse, știrbite și mai late spre vârf. Iarba roșioară înflorește în lunile iunie-august. Această plantă crește în pernițe ca o formă de adaptare împotriva vânturilor montane puternice și a uscăciunii. Rădăcină pivotantă pătrunde adânc în crăpătura stâncilor, având o rezistență mare împotriva acțiunii de smulgere a vântului. Rezistă la uscăciune deoarece această perniță constituie un rezervor de apă, care funcționează ca un burete. Planta fiind lipită de sol, folosește căldura radiată de acesta.

## Răspândire
În România, iarba roșioară crește pe stâncile, grohotișurile, bolovănișurile, locurile stâncoase și ierboase din Munții Carpați.

### Sinonime
- Silene acaulis subsp. arctica Á. & D. Löve, Univ. Colorado Stud. Ser. Biol. Ser. no. 17: 21. 1965.
- Silene acaulis subsp. subacaulescens (F.N. Williams) C. L. Hitchc. & Maquire, Univ. Wash. Publ. Biol. 13: 22. 1947.